# Миллин, Сара
Сара Гертруда Миллин (англ. Sarah Gertrude Millin), урождённая Либсон или Либзон (Liebson; 19 марта 1889 — 6 июля 1968) — южноафриканская писательница и историк, из литовских евреев. Писала на английском языке. Автор 17 романов, многочисленных рассказов, нескольких просветительских книг, двух книг автобиографического характера, пьес, в которых звучат антирасистские и социальные мотивы. Считалась крупнейшей романисткой Южной Африки межвоенного периода.

## Биография
Сара-Гертруда родилась 19 марта 1889 года в селе Жагаре Ковенской губернии. Она была старшим ребенком (и единственной дочерью) Исайи Либсона и Ольги Фридман. Спустя пять месяцев после её рождения семья иммигрировала в Капскую колонию через Кейптаун, и семья поселилась в Биконсфилде недалеко от города алмазоискателей Кимберли. В 1894 году, когда ей было шесть лет, они переехали на алмазные прииски на берегу реки Вааль в районе Кимберли, где её отец открыл торговую лавку.
Эта среда стала фоном для большинства её будущих работ, в которых сочетались любовь к южноафриканскому ландшафту и отвращение к нищете и убожеству, в которых жило большинство старателей. Вместе с тем, она писала, что буры-африканеры, особо чтившие Ветхий завет и считавшие евреев своими старшими братьями, принимали первых иммигрантов из восточноевропейских евреев весьма гостеприимно, и те обретали невиданную ими свободу, а близость африкаанса к языку идиш помогала им адаптироваться.
Поступив в среднюю школу для девочек Кимберли в 1904 году, Сара решила не использовать стипендию, предложенную ей для университетского обучения в Южноафриканском колледже в Кейптауне, а вместо этого остаться в Кимберли изучать музыку. Она получила сертификат преподавателя игры на фортепиано, но так и не занялась этой профессией. С шести лет она была убеждена, что её призвание — писательство, и начала с раннего возраста писать рассказы. Некоторые из первых её произведений появились в газетах в 1910—1912 годах.
1 декабря 1912 года она вышла замуж за Филипа Миллина, и они поселились в Йоханнесбурге. Юрист Филип, впоследствии ставший судьей Верховного суда, поощрял её литературные амбиции. В 1923 и 1925 годах Миллин и ее муж путешествовали по Англии и Европе, где Миллин познакомилась с несколькими литературными светилами того времени, включая Д. Г. Лоуренса и Дж. Б. Шоу. Филип Миллин умер от сердечной недостаточности, когда она только начала писать свою автобиографию «Мера дней моих» (The Measure of My Days), и это событие глубоко её затронуло.

## Творчество
Её дебютный роман «Тёмная река» (The Dark River) вышел в 1919 году. Действие разворачивается на алмазных приисках, и книга вводит тему смешения рас, которая всплывает во многих её последующих произведениях. Миллин публиковала по роману в год в течение следующих трёх лет, но популярность приобрела, прежде всего, романом о судьбе нескольких поколений семьи «цветных» «Пасынки Господа Бога» («Божьи пасынки», God’s Stepchildren, который вышел в 1924 году, а его русский перевод — «Цветная кровь», — в 1927. В романе миссионер, преподобный Эндрю Флуд, женится на готтентотке, но погружается в нищету и безумие, одержимый «грехом» рождения детей-полукровок.
В основе романа «Явление Господа» («Пришествие Господа», The Coming of the Lord, 1928; русский перевод — «На высотах Гибеона», 1930) — эпизод кровавой расправы властей с африканской религиозной сектой. Это единственный из её романов, затрагивающий тему южноафриканских евреев — действие происходит в небольшом городке Гибеон, где проживают различные группы, включая «кафров», индийцев и евреев. Сочувствием к небелому населению Миллин тогда привлекла внимание и советских издательств. Две книги Миллин и роман Оливии Шрейнер «От одного к другому» — это всё, что из южноафриканской литературы было переведено в СССР в межвоенный период.
Хотя Миллин была ярой сионисткой (она посетила Палестину по приглашению Хаима Вейцмана и возмущалась отсутствием политической оппозиции законопроекту от 1936 года, ограничивавшему въезд еврейских беженцев в Южную Африку)., лишь немногие из её публикаций отражали её глубокий интерес к еврейской истории.
После публикации в 1938 году еще одного романа «Что есть у человека?» Миллин начала писать первый том своей автобиографии «Ночь длинна» (1941). Между 1944 и 1948 годами она издала шесть томов своих дневников периода Второй мировой войны, в которых собран богатый документальный материал. В одном из томов описывались Нюрнбергские судебные процессы над военными преступниками, на которых она присутствовала.
Её последние работы отражали всё более правые взгляды, поддерживающие политику апартеида, что запятнало её литературную репутацию. Так, ставший бестселлером «Король бастардов» (1950) подпитывал идеи биологического расизма, бывшие краеугольным камнем политического устройства ЮАР при власти Национальной партии.

### Художественные произведения
- Роман «Тёмная река»[4] был впервые опубликован в Великобритании издательством William Collins Sons & Co, Ltd. в 1919 году, а в США Томасом Сельцером в 1920 году. Издательство Archibald Constable & Co. Ltd. переиздало «Тёмную реку» в 1928 году в рамках серии «Сборник Констебля».
- Роман «Средний класс» (Middle Class)[5] впервые опубликован в Великобритании издательством W. Collins Sons & Co., Ltd. в 1921 году. В США он не публиковался. В 1928 году тоже переиздан издательством Constable & Co. Ltd.
- Роман «Отдых Адама» (Adam’s Rest)[6] впервые опубликован в Великобритании издательством W. Collins Sons & Co., Ltd. в 1922 году, а в США — издательством Horace Liveright в 1930 году. В 1928 году тоже переиздан издательством Constable & Co. Ltd.
- «Джорданы» (The Jordans)[7][8] были впервые опубликованы в Великобритании издательством W. Collins Sons & Co., Ltd. в 1923 году, а в США — издательством Horace Liveright в том же году. В 1928 году тоже переизданы издательством Constable & Co. Ltd., но в рамках серии «Constable’s Miscellany».
- «Пасынки Господа Бога» («Божьи пасынки», God’s Stepchildren)[9][10][11] опубликованы в 1924 году издательствами Constable & Co. Ltd. в Великобритании и Boni &amp; Liveright в США. Книга оказалась величайшим успехом Миллин. В частности, издание в США выходило крупными тиражами, а издательство Grosset &amp; Dunlap также переиздало роман «God’s Stepchildren».
- «Мэри Гленн» (Mary Glenn) была опубликована в 1925 году издательством Constable & Co. Ltd. в Великобритании и Boni & Liveright в США. Издательство Grosset & Dunlap переиздало его, а «Мэри Гленн» также адаптировала в качестве пьесы, впервые поставленной под названием «Больше не скорби» в Лондоне, Англия, в театре Gate в 1935 году.

- «Явление Господа» («Пришествие Господа», The Coming of the Lord) было опубликовано в 1928 году издательствами Constable & Co. Ltd. в Великобритании, Macmillan в Канаде и Horace Liveright в США. Его переиздала компания Grosset & Dunlap.
- В 1928 году также был опубликован роман «Художник в семье» (An Artist in the Family). Constable & Co. Ltd. представила его на рынок Великобритании, Macmillan — рынок Канады, а Boni & Liveright — рынок США.
- «Скрипач» (The Fiddler) был опубликован в 1929 году издательством Constable & Co. Ltd. в Великобритании и издательством Horace Liveright в США.
- Роман «Сыновья миссис Ааб» (The Sons of Mrs Aab) был опубликован в 1931 году в Великобритании издательством Chatto &amp; Windus и в США издательством Boni & Liveright.
- Роман «Три человека умирают» (Three Men Die) был опубликован в 1934 году в Великобритании и США издательствами Chatto & Windus и Harper & Brothers соответственно. Этот роман основан на жизни Дейзи де Мелькер.
- «Что есть у человека?» (What Hath a Man?) был опубликован в 1938 году в Великобритании и США издательствами Chatto & Windus и Harper & Brothers соответственно.
- Роман «Херр колдун» (The Herr Witchdoctor) был опубликован в Великобритании Уильямом Хайнеманном в 1941 году. В 1941 году в США роман был опубликован под названием «Тёмные боги» (Dark Gods) издательством Harper & Brothers. Этот роман о нацистах в Южной Африке практически забыт, но остаётся источником информации для изучающих историю ЮАС.
- «Король бастардов» (The King of the Bastards)[12] — роман о небольшой цветной общине в Северном Трансваале, потомках Конрада Буйса и его гарема местных женщин. Книга была опубликована с предисловием Яна Смэтса в 1949 году в США издательством Harper & Brothers, а в 1950 году в Великобритании — Уильямом Хайнеманном.
- «Горящий человек» (The Burning Man), родственный роман, выходящий параллельно с «Королем бастардов», — это история Йоханнеса ван дер Кемпа, военного офицера, врача и философа, который в конечном итоге стал миссионером в Южной Африке. В 1952 году Уильям Хайнеманн опубликовал роман в Великобритании, а GP Putnam’s Sons — в США.
- «Два оленя без волос и другие истории» (Two Bucks Without Hair & Other Stories) были опубликованы в 1957 году в Великобритании издательством Faber & Faber, в ЮАР — Central News Agency и в Родезии — Kingston’s.
- «Волшебная птица» (The Wizard Bird)[13] была опубликована в 1962 году в Великобритании издательством Уильяма Хайнемана, в ЮАР — Central News Agency, а в Родезии — Kingston’s.
- «Прощай, дорогая Англия» (Goodbye, Dear England) — последний роман Миллин. Он был опубликован в 1965 году в Великобритании издательством Уильяма Хайнеманна (William Heinemann).

### Автобиографические сочинения
- The Night is Long. — Faber & Faber limited, 1941. Первая автобиография Миллин.
- Во время Второй мировой войны Миллин вела шеститомный дневник, изданный в Британии Faber & Faber под следующими заглавиями: World Blackout (1944); The Reeling Earth (1945); The Pit of the Abyss (1946); The Sound of the Trumpet (1947); Fire Out of Heaven (1947); The Seven Thunders (1948).
- The Measure of My Days. — Faber, 1955. Вторая автобиография Миллин, помимо Великобритании, была издана Central News Agency в Южной Африке и Kingston’s в Родезии.

### Нехудожественная литература
«Южноафриканцы» (The South Africans) стали первым опытом Миллин в области документальной и научно-популярной литературы. Вышедшая в 1926 году в британском издательстве Constable & Co. Ltd и в 1927 году в американском издательстве Boni & Liveright, книга была пересмотрена и дополнена в 1934 году и переиздана в 1951 году под названием «Народ Южной Африки» (The People of South Africa). Книга была хорошо принята на родине и принесла автору местное признание, которое ранее от неё ускользало.
«Men on a Voyage» отличается от всего, что когда-либо создавала Миллин. Сборник состоит из размышлений и эссе на различные темы. Издан только в Великобритании и странах Содружества в 1930 году издательством Constable & Co. Ltd.
Её биография Сесила Родса до сих пор считается авторитетным источником информации о жизни алмазного магната. Издательство Chatto & Windus опубликовало книгу «Rhodes» в 1933 году, а затем в 1952 году — её переработанное издание. Издательство Harper & Brothers выпустило произведение в США в 1933 году под названием «Cecil Rhodes». Книга Миллин легла в основу сценария (а писательница сама числилась среди сценаристов) фильма «Родс Африканский» (Rhodes of Africa), который вышел на экраны в 1936 году и в котором главную роль сыграл Уолтер Хьюстон. Одновременно с его релизом издательство Grosset & Dunlap переиздало эту биографию в США под названием «Сесил Родс, строитель империи» (Cecil Rhodes, Empire Builder).
Её дружба с Яном Смэтсом (премьер-министром Южной Африки в 1919—1924 и 1939—1948 годах) не только открыла ей путь к приёму как тогдашним президентом Гербертом Гувером, так и его преемником Франклином Рузвельтом, но и к публикации «Генерал Смэтс» (General Smuts) — второй биографии за авторством Миллин. В 1936 году она вышла в двух томах. Faber & Faber обслуживала британский рынок, а Little, Brown and Company — американский.
Миллин написала главу о Южной Африке для книги «Британское Содружество и Империя» (The British Commonwealth & Empire, W. Collins Sons & Co. Ltd., 1943)
«Народ Южной Африки» (The People of South Africa) — это расширенная версия «Южноафриканцев» 1926 года. Издательство Constable & Co. Ltd опубликовало его в 1951 году в Великобритании, а Альфред А. Кнопф — в Америке в 1954 году.
Миллин была редактором книги «Белые африканцы — тоже люди» (White Africans are also people), опубликованной в 1966 году в Южной Африке Говардом Тиммонсом и в Великобритании Бейли Суинфеном.

### Переводы на русский язык
- Миллин С. Г. Цветная кровь. Роман / Пер. с англ. М. И. Старк. М.—Л.: Государственное издательство, 1927.
- Миллин С. Г. На высотах Гибеона. Роман / Пер. с англ. Марка Волосова. М.—Л.: Земля и фабрика, 1930.